# نصار القيسي
نصار حسن القيسي (25 ديسمبر 1971 -)، طبيب و‌سياسي ورجل أعمال أردني. عضو مجلس النواب الأردني عام 2007 والنائب الأول لرئيس المجلس في نفس العام، عضو مجلس النواب الأردني دورة 2013-2016 ودورة 2016-2019.

## الدراسة
أنهى المرحلة الثانوية عام 89 بتخصص العلمي وكان من أوائل المملكة. التحق بكلية الطب في الجامعة الأردنية وتخرج منها سنة 95 وتخصص بعدها في الخدمات الطبية الملكية لمدة 3 سنوات بتخصص الجلدية والتناسلية والعقم، ثم حصل على الدبلوم من جامعة في بريطانيا.

## الحياة العملية

### القطاع الصحي
- عضو هيئة التدريس في كلية الطب / الجامعة الأردنية 2015 - 2016.
- طبيب مقيم في قسم الجلدية والتناسلية / الخدمات الطبية الملكية / مدينة الحسين الطبية 1995 - 1998.
- طبيب اخصائي الجلدية والتناسلية والعقم / مستشفى البشير.
- اخصائي جلدية وتناسلية وعقم / البورد الأردني عام 2000.
- عضو نقابة الأطباء الأردنيين منذ عام 1995 - 2000
- رئيس المجمع الاقتصادية للشباب الأردني JYES عام 2000.
- عضو في جمعية المستشمرين في قطاع الإسكان منذ عام 2000.
- رئيس الغرفة التجارية الفنية JCI عام 1998.[3]

### العمل النيابي والمؤتمرات

#### عضومجلس النوابالأردني الثامن عشر
- النائب الأول لرئيس مجلس النواب 2018 - 2019
- عضو اللجنة المالية في مجلس النواب الثامن عشر
- رئيس كتلة النهضة النيابية في مجلس النواب الثامن عشر
- عضو في الجمعية البرلمانية لمجلس أوروبا 2018
- رئيس الوفد البرماني لمجلس أوروبا 2017 - 2018
- رئيس اللجنة النيابية لمتابعة الأسعار 2016 - 2017

#### عضومجلس النوابالأردني السابع عشر
- مقرر اللجنة المالية والاقتصادية في مجلس النواب السابع عشر
- عضو اللجنة المالية والاقتصادية في مجلس النواب السابع عشر
- عضو لجنة النزاهة وتقصي الحقائق في مجلس النواب السابع عشر
- عضو كتلة الإصلاح النيابية في مجلس النواب السابع عشر
- مقرر لجنة الصداقة البرلمانية الأمريكية في مجلس النواب السابع عشر
- رئيس لجنة الصداقة البرلمانية الأردنية البريطانية في مجلس النواب السابع عشر

#### عضومجلس النوابالأردني الخامس عشر
- المساعد الأول لرئيس مجلس النواب 2008-2009
- عضو البرلمان الأوروبي المتوسطي 2008 - 2009
- رئيس لجنة السياحة والمياة في البرلمان الأوروبي المتوسطي 2008-2009
- عضو كتلة الإخاء البرلمانية 2007-2008
- رئيس لجنة التربية والثقافة والشباب في مجلس النواب الخامس عشر
- مقرر لجنة الحريات وحقوق المواطنين في مجلس النواب الخامس عشر
- رئيس لجنة تقصي الحقائق في ملف أمانة عمان الكبرى عام 2007 - 2009
- رئيس لجنة الصداقة البرلمانية الأردنية / الأمريكية 2007-2009
- رئيس لجنة الصداقة البرلمانية الأردنية / الكويتية 2007-2009
- مقرر لجنة الصداقة البرلمانية الأردنية / البريطانية 2007-2009
- المندوب الأردني لمراقبة انتخابات الرئاسة الأمريكية 2008 - 2009 ”والتي فاز بها الرئيس الأمريكي اوباما (للمرة الأولى)“
- مندوب الأردن في مؤتمر مراجعة نتائج الانتخابات الأمريكية 2009

### الدورات
- صندوق النقد الدولي (عمان)
- صندوق النقد الدولي (الكويت)
- مؤتمر الشباب العالمي في الأمم المتحدة (نيويورك)
- مؤتمر التعايش السلمي بين الأديان (أبو ظبي)
- مؤتمر الاقتصاد العالمي ”دافوس“ (البحر الميت)
- المؤتمر البرلماني الأوروبي المتوسطي (القاهرة )
- المؤتمر البرلماني الأوروبي المتوسطي (اليونان)
- المؤتمر البرلماني الأوروبي المتوسطي (بلجيكا)

#### الشركات الخاصة
- مؤسس وشريك في شركة الدانوب للإسكان
- مؤسس وشريك في في شركة الغبيا للأسكان والمجمعات الخيرية
- مؤسس وشريك في شركة ربوع الأردن للأسكان
- مؤسس وشريك في شركة (جو جميرا) للفنادق
- مؤسس وشريك في شركة حياة الأردن للإسكان
- رئيس مجلس الإدارية في مجموعة القيسي للإستثمارات العامة
- مؤسس وشريك في شركة اسكان للإسكان
- عضو مجلس الإدارة في الشركة الأردنية الفرنسية للتأمين (شركه مساهمه عامه)
- مؤسس وشريك في شركة القدس للمشاريع الإسكانية
- مؤسس وشريك في شركة المدارس البريطانية الدولية (BIA)